# Stobbegat (meer)
Het Stobbegat is een meer in de gemeente Smallingerland in de provincie Friesland (Nederland).

## Beschrijving
Het Stobbegat is in feite een inham van de Wijde Ee (Wide Ie), waaraan het halverwege aan de noordkant gelegen is. Het meer ligt ten zuiden van de buurtschappen De Gaasten en De Kooi aan de polder de Gealanden.
Het Stobbegat is ongeveer 520 meter lang en 140 meter breed en het wordt van de Wijde Ee gescheiden door enkele kleine eilandjes. Oorspronkelijk in de 19e eeuw was het Stobbegat meer dan de helft groter. Het Stobbegat werd ook wel Zandwater genoemd.

## Trivia
De naam Stobbegat is ook de oude naam van het dorp Vegelinsoord in de gemeente Skarsterlân.